# 신사 (민속)
신사(神祠)는 대한민국의 사당이다. 신사(神祀, 천신에 대한 제사)를 지내는 곳으로, 영사(靈祠)라고도 부른다. 일본의 신사(神社)와는 다르다.

## 역사
신라 시대부터 산신(山神)이 산뿐만 아니라 인간의 길흉 화복에 영향을 준다는 믿음이 있었다. 고려 시대 들어 산신에게 제사지내는 사당이 확산됐다.
국가 차원에서도 산신을 숭배하고 명산에 덕호(德號)를 내렸다. 신사 중에서 유명한 것은 개경의 송악신사, 용수산사(龍首山祠), 우봉의 구룡산사(九龍山祠), 적성의 감악신사, 서경의 목멱신사, 충주의 월악신사(충북 월악산), 남원의 지리산신사, 경남 양산 용당동의 우불산신사(경남 문화재자료 제187호) 등이 있다.

## 일제강점기
일제강점기에는 일본식 신사(神社)와 함께 신사(神祠)도 증가했다.

## 같이 보기
- 신사
- 서낭당